# Ponette (Film)
Ponette ist ein französischer Film aus dem Jahre 1996 von Jacques Doillon. Der Film erzählt das Drama der vierjährigen Ponette (Victoire Thivisol), die nach dem Unfalltod ihrer Mutter in tiefste Trauer versinkt.
Die Hauptdarstellerin Victoire Thivisol wurde als jüngste Preisträgerin mit der Coppa Volpi bei den Internationalen Filmfestspielen von Venedig ausgezeichnet.

## Handlung
Ponettes Mutter stirbt nach einem Autounfall, sie selbst überlebt mit einer Armverletzung. Ihr verzweifelter Vater bringt sie zu ihrer Tante und deren Kindern, Delphine und Matiaz, aufs Land. Ponette bleibt dort anscheinend überwiegend sich selbst überlassen. Ihre Tante versucht sie zu trösten, indem sie ihr erzählt, dass ihre Mutter im Paradies sei, und sie sie dort wiedersehen würde. Ponette interpretiert jedoch die Auferstehung Jesu, von der sie ebenfalls erzählt, entsprechend ihren aktuellen Bedürfnissen, und ist danach davon überzeugt, dass ihre Mutter ebenfalls und sofort auferstehen würde. Sie wartet den ganzen Tag darauf, dass sie endlich wiederkommt, und weint verzweifelt, dass sie so furchtbar lange auf sich warten lässt. Ihr atheistischer Vater beschimpft sie wegen dieses Verhaltens hart, ist aber nicht in der Lage, ihr Trost zu geben. Anschließend bringt man sie im Internat unter, in dem auch die beiden Kinder ihrer Tante sind. Auch hier bleibt sie weitgehend sich selbst und den verqueren religiösen Vorstellungen der anderen Kinder überlassen, inkl. unsinniger Mutproben, die sie zu einem "Kind Gottes" machen sollen, so dass sie mit ihrer Mutter sprechen kann; diese sind ebenfalls nicht hilfreich, führen nur zur erneuten Enttäuschung Ponettes, so dass sie sterben will und Matiaz bittet, sie zu töten. Schließlich reißt sie aus und wandert allein zum Grab der Mutter, wo diese in ihrer Phantasie tatsächlich erscheint, und ihr resolut sagt, dass sie nicht mehr trauern, sondern fröhlich ihr Leben leben soll. Als ihr Vater sie abholt, erzählt sie ihm, dass ihre Mutter da war, aber nicht mehr wiederkommen wird, und der erste Schritt der Überwindung der Trauer scheint getan.

## Kritik
Lexikon des internationalen Films: "Ein sensibler und poesievoller Film, der eine kindlich-naive Perspektive einnimmt, um Glaubensfragen und Gottesvorstellungen zu thematisieren. Bei aller inszenatorischen Kargheit ein eindrucksvoller, radikaler Beitrag zum Thema Glauben."
artechock: „So sehr die Idee Doillons überzeugt, den Umgang mit dem Tod aus kindlicher Perspektive zu zeigen, so fragwürdig ist die Dialoglastigkeit des Films. Nicht daß die Dialoge nicht glaubhaft wären, nur tritt der Ernst der Spiele, mit denen Ponette den Glauben an die Rückkehr ihrer Mutter umsetzt, dadurch in den Hintergrund.“
kino-zeit: "Mit einem filigranen Gespür für Sensibilitäten, Stimmungen und kindliche Weltsicht hat Jacques Doillon [...] einen ebenso klugen wie anrührenden Film über ein todernstes Thema gedreht, bei dem letztlich auch jenseits gängiger Herzschmerzkalkulationen, auf die der Regisseur und Drehbuchautor weitgehend verzichtet, kaum ein Auge trocken bleiben kann."

## Auszeichnungen
- 1996 São Paulo International Film Festival Preis der Kritik
- 1996 Internationale Filmfestspiele von Venedig: FIPRESCI-Preis, OCIC Preis und Sergio Trasatti Preis für den Regisseur Jacques Doillon, Coppa Volpi für die Beste Schauspielerin Victoire Thivisol, Thivisol ist damit die jüngste Gewinnerin des Preises
- 1997 New York Film Critics Circle Bester ausländischer Film
- 1997 National Board of Review Award Bester fremdsprachiger Film